# Чемпіонат Європи з фігурного катання
Чемпіонат Європи з фігурного катання — щорічне змагання з фігурного катання, що проводиться під егідою Міжнародного союзу ковзанярів (ІСУ).
Спортсмени змагаються у категоріях: чоловіче одиночне катання, жіноче одиночне катання, парне катання та спортивні танці на льоду. Як правило, змагання проводиться у січні.

## Історія
На першому Чемпіонаті в Гамбурзі у 1891 році було представлено тільки чоловіче одиночне катання. Категорії жіночого одиночного та парного катання з'явилися у програмі у Відні у 1930 році. Категорія спортивних танців на льоду була включена до програми Чемпіонату вперше у Больцано у 1954 році.

## Кваліфікація
Будь-яка країна, федерація якої перебуває в ІСУ, за умовчанням має право виставити на Чемпіонат по одному учаснику/парі в кожній дисципліні. Максимальне представництво від однієї країни в одній дисципліні — три учасники/пари. Право висувати на наступний Чемпіонат більше одного учасника/пари надається залежно від зароблених фігуристами місць на Чемпіонаті.
| Кількість учасників/пар на поточному Чемпіонаті | 3 одиночника/пари на наступному Чемпіонаті   | 2 одиночника/пари на наступному Чемпіонаті   |
| ----------------------------------------------- | -------------------------------------------- | -------------------------------------------- |
| 1                                               | Перше або друге місце                        | Перші 10 місць                               |
| 2                                               | Сума місць менше або дорівнює 13             | Сума місць менше або дорівнює 28             |
| 3                                               | Сума кращих двох місць менше або дорівнює 13 | Сума кращих двох місць менше або дорівнює 28 |

Однак із сезону 2010—2011 частина учасників мають проходити кваліфікацію для отримання допуску до виконання короткої програми/танцю. Скільки учасників/пар безпосередньо від кожної країни потрапить у змагання, а скільки проходитимуть кваліфікацію перед турніром, визначається за таким принципом: у перший сегмент змагань безпосередньо країни можуть виставити стільки учасників, скільки їхніх представників знаходилося на перших 18-ти місцях в одиночників або 12-ти в парних дисциплінах попереднього Чемпіонату. Якщо створюється ситуація, коли всі учасники попереднього Чемпіонату від країни увійшли до перших 18 (12) місць, але за першим пунктом відбору країна має право виставити меншу кількість учасників на поточний Чемпіонат, то вільне місце віддається країні, спортсмен/пара якої посіла на попередньому Чемпіонаті наступне за порядком місце.
Інші учасники виконують свої довільні програми/танці у кваліфікаційному сегменті, і з них перші 10 місць одиночників, 6 пар та 8 танцювальних дуетів допускаються до основних змагань.
Крім того, для того, щоб отримати доступ до змагань, фігуристу/парі необхідно набрати на одному з міжнародних стартів поточного або попереднього сезону мінімальну технічну суму в короткій та довільній програмах. Для сезону 2010—2011 було ухвалено такі цифри:
| Дисципліна | Коротка програма/танець | Довільна програма/танець |
| ---------- | ----------------------- | ------------------------ |
| Чоловіки   | 20                      | 35                       |
| Жінки      | 15                      | 25                       |
| Пари       | 17                      | 30                       |
| Танці      | 17                      | 28                       |

- Усі цифри стосуються лише технічної складової підсумкової оцінки за програму — TES.

## Призери

### Чоловіче одиночне катання

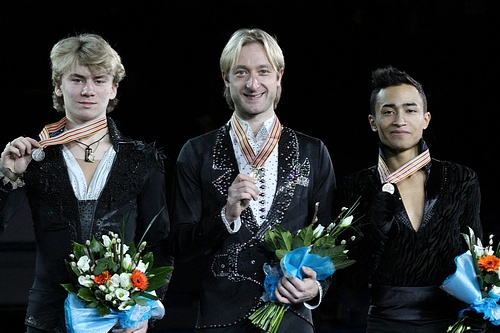
Призери Чемпіонату Європи 2012 (зліва направо): Артур Гачинський (срібло), Євген Плющенко (золото), Флоран Амодьйо (бронза)

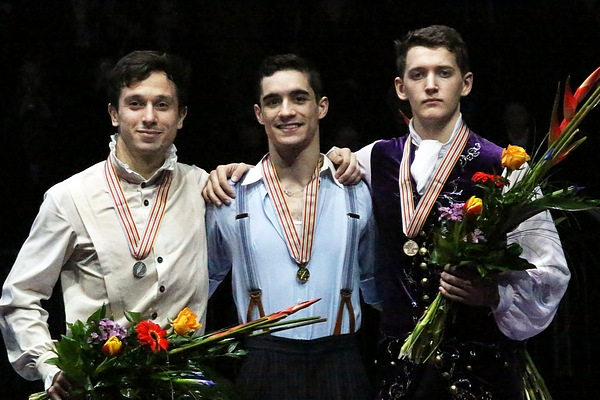
Призери Чемпіонату Європи 2016 (зліва направо): Олексій Биченко (срібло), Хав'єр Фернандес (золото), Максим Ковтун (бронза)

| Чоловіче одиночне фігурне катання | Чоловіче одиночне фігурне катання                             | Чоловіче одиночне фігурне катання                             | Чоловіче одиночне фігурне катання                             | Чоловіче одиночне фігурне катання                             |
| --------------------------------- | ------------------------------------------------------------- | ------------------------------------------------------------- | ------------------------------------------------------------- | ------------------------------------------------------------- |
| Рік                               | Місце проведення                                              | Золото                                                        | Срібло                                                        | Бронза                                                        |
| 1891                              | Гамбург, Німеччина                                            | Оскар Уліг                                                    | Анон Шмітсон                                                  | Франц Циллі                                                   |
| 1892                              | Відень, Австрія                                               | Едуард Енгельманн                                             | Тибор вон Фьольдварі                                          | Георг Захаріадес                                              |
| 1893                              | Берлін, Німеччина                                             | Едуард Енгельманн                                             | Геннінг Гренандер                                             | Георг Захаріадес                                              |
| 1894                              | Відень, Австрія                                               | Едуард Енгельманн                                             | Ґустав Гюґель                                                 | Тибор вон Фьольдварі                                          |
| 1895                              | Будапешт, Угорщина                                            | Тибор вон Фьольдварі                                          | Ґустав Гюґель                                                 | Гілберт Фукс                                                  |
| 1896—1897                         | Чемпіонати не проводилися                                     | Чемпіонати не проводилися                                     | Чемпіонати не проводилися                                     | Чемпіонати не проводилися                                     |
| 1898                              | Тронгейм, Швеція                                              | Ульріх Сальхов                                                | Йьоган Лефстад                                                | Оскар Голте                                                   |
| 1899                              | Давос, Швейцарія                                              | Ульріх Сальхов                                                | Ґустав Гюґель                                                 | Ернст Феллнер                                                 |
| 1900                              | Берлін, Німеччина                                             | Ульріх Сальхов                                                | Ґустав Гюґель                                                 | Оскар Голте                                                   |
| 1901                              | Відень, Австрія                                               | Ґустав Гюґель                                                 | Гілберт Фукс                                                  | Ульріх Сальхов                                                |
| 1901—1903                         | Чемпіонати скасовано                                          | Чемпіонати скасовано                                          | Чемпіонати скасовано                                          | Чемпіонати скасовано                                          |
| 1904                              | Давос, Швейцарія                                              | Ульріх Сальхов                                                | Макс Бохач                                                    | Микола Панін-Коломенкін                                       |
| 1905                              | Бонн, Німеччина                                               | Макс Бохач                                                    | Генріх Бургер                                                 | Карл Ценгер                                                   |
| 1906                              | Давос, Швейцарія                                              | Ульріх Сальхов                                                | Ернст Герц                                                    | Пер Торен                                                     |
| 1907                              | Берлін, Німеччина                                             | Ульріх Сальхов                                                | Гілберт Фукс                                                  | Ернст Герц                                                    |
| 1908                              | Варшава, Росія                                                | Ернст Герц                                                    | Микола Панін-Коломенкін                                       | Генрик Пшеджимирський                                         |
| 1909                              | Будапешт, Угорщина                                            | Ульріх Сальхов                                                | Гілберт Фукс                                                  | Пер Торен                                                     |
| 1910                              | Берлін, Німеччина                                             | Ульріх Сальхов                                                | Вернер Ріттбергер                                             | Пер Торен                                                     |
| 1911                              | Санкт-Петербург, Росія                                        | Пер Торен                                                     | Карл Олло                                                     | Вернер Ріттбергер                                             |
| 1912                              | Стокгольм, Швеція                                             | Йоста Сандаль                                                 | Іван Малінін                                                  | Мартін Стиксруд                                               |
| 1913                              | Осло, Норвегія                                                | Ульріх Сальхов                                                | Андор Сенде                                                   | Віллі Бекль                                                   |
| 1914                              | Відень, Австрія                                               | Фріц Кахлер                                                   | Андреас Крог                                                  | Віллі Бекль                                                   |
| 1915—1921                         | Чемпіонат не проводився через Першу світову війну             | Чемпіонат не проводився через Першу світову війну             | Чемпіонат не проводився через Першу світову війну             | Чемпіонат не проводився через Першу світову війну             |
| 1922                              | Давос, Швейцарія                                              | Віллі Бекль                                                   | Фріц Кахлер                                                   | Ернст Оппагер                                                 |
| 1923                              | Осло, Норвегія                                                | Віллі Бекль                                                   | Мартін Стиксруд                                               | Гуннар Якобсон                                                |
| 1924                              | Давос, Швейцарія                                              | Фріц Кахлер                                                   | Людвіг Вреде                                                  | Вернер Ріттбергер                                             |
| 1925                              | Тріберг-ім-Шварцвальд, Німеччина                              | Віллі Бьокль                                                  | Вернер Ріттбергер                                             | Отто Прайссеккер                                              |
| 1926                              | Давос, Швейцарія                                              | Віллі Бекль                                                   | Отто Прайссеккер                                              | Георг Ґаучі                                                   |
| 1927                              | Відень, Австрія                                               | Віллі Бекль                                                   | Хуго Дістлер                                                  | Карл Шефер                                                    |
| 1928                              | Опава, Чехословаччина                                         | Віллі Бекль                                                   | Карл Шефер                                                    | Отто Прайссеккер                                              |
| 1929                              | Давос, Швейцарія                                              | Карл Шефер                                                    | Георг Ґаучі                                                   | Людвіг Вреде                                                  |
| 1930                              | Берлін, Німеччина                                             | Карл Шефер                                                    | Отто Голд                                                     | Маркус Нікканен                                               |
| 1931                              | Відень, Австрія                                               | Карл Шефер                                                    | Ернст Байєр                                                   | Хуго Дістлер                                                  |
| 1932                              | Париж, Франція                                                | Карл Шефер                                                    | Ернст Байєр                                                   | Еріх Ердеш                                                    |
| 1933                              | Лондон, Велика Британія                                       | Карл Шефер                                                    | Ернст Байєр                                                   | Еріх Ердеш                                                    |
| 1934                              | Зеефельд-ін-Тіроль, Австрія                                   | Карл Шефер                                                    | Денеш Патакі                                                  | Елемер Тертак                                                 |
| 1935                              | Санкт-Моріц, Швейцарія                                        | Карл Шефер                                                    | Фелікс Каспар                                                 | Ернст Байєр                                                   |
| 1936                              | Берлін, Німеччина                                             | Карл Шефер                                                    | Грем Шарп                                                     | Ернст Байєр                                                   |
| 1937                              | Прага, Чехословаччина                                         | Фелікс Каспар                                                 | Грем Шарп                                                     | Елемер Тертак                                                 |
| 1938                              | Санкт-Моріц, Швейцарія                                        | Фелікс Каспар                                                 | Грем Шарп                                                     | Герберт Альвард                                               |
| 1939                              | Давос, Швейцарія                                              | Грем Шарп                                                     | Фредерік Томлінс                                              | Горст Фабер                                                   |
| 1940—1946                         | Чемпіонат не проводився через Другу світову війну             | Чемпіонат не проводився через Другу світову війну             | Чемпіонат не проводився через Другу світову війну             | Чемпіонат не проводився через Другу світову війну             |
| 1947                              | Давос, Швейцарія                                              | Ганс Гершвілер                                                | Владислав Чап                                                 | Фернанд Лееманс                                               |
| 1948                              | Прага, Чехословаччина                                         | Річард Баттон                                                 | Ганс Гершвілер                                                | Еді Рада                                                      |
| 1949                              | Мілан, Італія                                                 | Еді Рада                                                      | Еде Кірай                                                     | Гельмут Зайбт                                                 |
| 1950                              | Осло, Норвегія                                                | Еде Кірай                                                     | Гельмут Зайбт                                                 | Карло Фассі                                                   |
| 1951                              | Цюрих, Швейцарія                                              | Гельмут Зайбт                                                 | Горст Фабер                                                   | Карло Фассі                                                   |
| 1952                              | Відень, Австрія                                               | Гельмут Зайбт                                                 | Карло Фассі                                                   | Майкл Каррінгтон                                              |
| 1953                              | Дортмунд, ФРН                                                 | Карло Фассі                                                   | Олен Жилетті                                                  | Фраймут Штайн                                                 |
| 1954                              | Больцано, Італія                                              | Карло Фассі                                                   | Олен Жилетті                                                  | Кароль Дівін                                                  |
| 1955                              | Будапешт, Угорщина                                            | Олен Жилетті                                                  | Майкл Букер                                                   | Кароль Дівін                                                  |
| 1956                              | Париж, Франція                                                | Олен Жилетті                                                  | Майкл Букер                                                   | Кароль Дівін                                                  |
| 1957                              | Відень, Австрія                                               | Олен Жилетті                                                  | Кароль Дівін                                                  | Майкл Букер                                                   |
| 1958                              | Братислава, Чехословаччина                                    | Кароль Дівін                                                  | Олен Жилетті                                                  | Олен Кальма                                                   |
| 1959                              | Давос, Швейцарія                                              | Кароль Дівін                                                  | Олен Жилетті                                                  | Норберт Фельзінгер                                            |
| 1960                              | Гарміш-Партенкірхен, ФРН                                      | Олен Жилетті                                                  | Норберт Фельзінгер                                            | Манфред Шнельдорфер                                           |
| 1961                              | Берлін, Західний Берлін                                       | Олен Жилетті                                                  | Олен Кальма                                                   | Манфред Шнельдорфер                                           |
| 1962                              | Женева, Швейцарія                                             | Олен Кальма                                                   | Кароль Дівін                                                  | Манфред Шнельдорфер                                           |
| 1963                              | Будапешт, Угорщина                                            | Олен Кальма                                                   | Манфред Шнельдорфер                                           | Еммеріх Данцер                                                |
| 1964                              | Гренобль, Франція                                             | Олен Кальма                                                   | Манфред Шнельдорфер                                           | Кароль Дівін                                                  |
| 1965                              | Москва, СРСР                                                  | Еммеріх Данцер                                                | Олен Кальма                                                   | Петер Йонас                                                   |
| 1966                              | Братислава, Чехословаччина                                    | Еммеріх Данцер                                                | Вольфґанг Шварц                                               | Ондрей Непела                                                 |
| 1967                              | Любляна, Югославія                                            | Еммеріх Данцер                                                | Вольфґанг Шварц                                               | Ондрей Непела                                                 |
| 1968                              | Вестерос, Швеція                                              | Еммеріх Данцер                                                | Вольфґанг Шварц                                               | Ондрей Непела                                                 |
| 1969                              | Гарміш-Партенкірхен, ФРН                                      | Ондрей Непела                                                 | Патрік Пера                                                   | Сергій Четверухин                                             |
| 1970                              | Ленінград, СРСР                                               | Ондрей Непела                                                 | Патрік Пера                                                   | Гюнтер Цоллер                                                 |
| 1971                              | Цюрих, Швейцарія                                              | Ондрей Непела                                                 | Сергій Четверухин                                             | Хейг Унджян                                                   |
| 1972                              | Гьотеборг, Швеція                                             | Ондрей Непела                                                 | Сергій Четверухин                                             | Патрік Пера                                                   |
| 1973                              | Кельн, ФРН                                                    | Ондрей Непела                                                 | Сергій Четверухин                                             | Ян Хоффман                                                    |
| 1974                              | Загреб, Югославія                                             | Ян Хоффман                                                    | Сергій Волков                                                 | Джон Каррі                                                    |
| 1975                              | Копенгаген, Данія                                             | Володимир Ковальов                                            | Джон Каррі                                                    | Юрій Овчинніков                                               |
| 1976                              | Женева, Швейцарія                                             | Джон Каррі                                                    | Володимир Ковальов                                            | Ян Хоффман                                                    |
| 1977                              | Гельсінкі, Фінляндія                                          | Ян Хоффман                                                    | Володимир Ковальов                                            | Робін Казінс                                                  |
| 1978                              | Страсбург, Франція                                            | Ян Хоффман                                                    | Володимир Ковальов                                            | Робін Казінс                                                  |
| 1979                              | Загреб, Югославія                                             | Ян Хоффман                                                    | Володимир Ковальов                                            | Робін Казінс                                                  |
| 1980                              | Гетеборг, Швеція                                              | Робін Казінс                                                  | Ян Хоффман                                                    | Володимир Ковальов                                            |
| 1981                              | Інсбрук, Австрія                                              | Ігор Бобрін                                                   | Жан-Христоф Сімон                                             | Норберт Шрамм                                                 |
| 1982                              | Ліон, Франція                                                 | Норберт Шрамм                                                 | Жан-Христоф Сімон                                             | Ігор Бобрін                                                   |
| 1983                              | Дортмунд, ФРН                                                 | Норберт Шрамм                                                 | Йозеф Сабовчик                                                | Олександр Фадеєв                                              |
| 1984                              | Будапешт, Угорщина                                            | Олександр Фадеєв                                              | Руді Церне                                                    | Норберт Шрамм                                                 |
| 1985                              | Гетеборг, Швеція                                              | Йозеф Сабовчик                                                | Володимир Котін                                               | Гжегож Філіповський                                           |
| 1986                              | Копенгаген, Данія                                             | Йозеф Сабовчик                                                | Володимир Котін                                               | Олександр Фадеєв                                              |
| 1987                              | Сараєво, Югославія                                            | Олександр Фадеєв                                              | Володимир Котін                                               | Віктор Петренко                                               |
| 1988                              | Прага, Чехословаччина                                         | Олександр Фадеєв                                              | Володимир Котін                                               | Віктор Петренко                                               |
| 1989                              | Бірмінгем, Велика Британія                                    | Олександр Фадеєв                                              | Гжегож Філіповський                                           | Петр Барна                                                    |
| 1990                              | Ленінград, СРСР                                               | Віктор Петренко                                               | Петр Барна                                                    | В'ячеслав Загороднюк                                          |
| 1991                              | Софія, Болгарія                                               | Віктор Петренко                                               | Петр Барна                                                    | В'ячеслав Загороднюк                                          |
| 1992                              | Лозанна, Швейцарія                                            | Петр Барна                                                    | Віктор Петренко                                               | Олексій Урманов                                               |
| 1993                              | Гельсінкі, Фінляндія                                          | Дмитро Дмитренко                                              | Філіпп Канделоро                                              | Ерік Мійо                                                     |
| 1994                              | Копенгаген, Данія                                             | Віктор Петренко                                               | В'ячеслав Загороднюк                                          | Олексій Урманов                                               |
| 1995                              | Дортмунд, Німеччина                                           | Ілля Кулік                                                    | Олексій Урманов                                               | В'ячеслав Загороднюк                                          |
| 1996                              | Софія, Болгарія                                               | В'ячеслав Загороднюк                                          | Ігор Пашкевич                                                 | Ілля Кулік                                                    |
| 1997                              | Париж, Франція                                                | Олексій Урманов                                               | Філіпп Канделоро                                              | В'ячеслав Загороднюк                                          |
| 1998                              | Мілан, Італія                                                 | Олексій Ягудін                                                | Євген Плющенко                                                | Олександр Абт                                                 |
| 1999                              | Прага, Чехія                                                  | Олексій Ягудін                                                | Євген Плющенко                                                | Олексій Урманов                                               |
| 2000                              | Відень, Австрія                                               | Євген Плющенко                                                | Олексій Ягудін                                                | Дмитро Дмитренко                                              |
| 2001                              | Братислава, Словаччина                                        | Євгенія Плющенко                                              | Олексій Ягудін                                                | Станік Жанет                                                  |
| 2002                              | Лозанна, Швейцарія                                            | Олексій Ягудін                                                | Олександр Абт                                                 | Бріан Жубер                                                   |
| 2003                              | Мальме, Швеція                                                | Євген Плющенко                                                | Бріан Жубер                                                   | Станік Жанет                                                  |
| 2004                              | Будапешт, Угорщина                                            | Бріан Жубер                                                   | Євген Плющенко                                                | Ілля Климкін                                                  |
| 2005                              | Турин, Італія                                                 | Євген Плющенко                                                | Бріан Жубер                                                   | Штефан Ліндеманн                                              |
| 2006                              | Ліон, Франція                                                 | Євген Плющенко                                                | Стефан Ламб'єль                                               | Бріан Жубер                                                   |
| 2007                              | Варшава, Польща                                               | Бріан Жубер                                                   | Томаш Вернер                                                  | Кевін ван дер Перрен                                          |
| 2008                              | Загреб, Хорватія                                              | Томаш Вернер                                                  | Стефан Ламб'єль                                               | Бріан Жубер                                                   |
| 2009                              | Гельсінкі, Фінляндія                                          | Бріан Жубер                                                   | Самуель Контесті                                              | Кевін ван дер Перрен                                          |
| 2010                              | Таллінн, Естонія                                              | Євген Плющенко                                                | Стефан Ламб'єль                                               | Бріан Жубер                                                   |
| 2011                              | Берн, Швейцарія                                               | Флоран Амодьйо                                                | Бріан Жубер                                                   | Томаш Вернер                                                  |
| 2012                              | Шеффілд, Велика Британія                                      | Євген Плющенко                                                | Артур Гачинський                                              | Флоран Амодьйо                                                |
| 2013                              | Загреб, Хорватія                                              | Хав'єр Фернандес                                              | Флоран Амодьйо                                                | Міхал Бржезіна                                                |
| 2014                              | Будапешт, Угорщина                                            | Хав'єр Фернандес                                              | Сергій Воронов                                                | Костянтин Меньшов                                             |
| 2015                              | Стокгольм, Швеція                                             | Хав'єр Фернандес                                              | Максим Ковтун                                                 | Сергій Воронов                                                |
| 2016                              | Братислава, Словаччина                                        | Хав'єр Фернандес                                              | Олексій Биченко                                               | Максим Ковтун                                                 |
| 2017                              | Острава, Чехія                                                | Хав'єр Фернандес                                              | Максим Ковтун                                                 | Михайло Коляда                                                |
| 2018                              | Москва, Росія                                                 | Хав'єр Фернандес                                              | Дмитро Алієв                                                  | Михайло Коляда                                                |
| 2019                              | Мінськ, Білорусь                                              | Хав'єр Фернандес                                              | Олександр Самарін                                             | Маттео Ріццо                                                  |
| 2020                              | Грац, Австрія                                                 | Дмитро Алієв                                                  | Артур Данієлян                                                | Моріс Квітелашвілі                                            |
| 2021                              | Чемпіонат не проводився через пандемію коронавірусної хвороби | Чемпіонат не проводився через пандемію коронавірусної хвороби | Чемпіонат не проводився через пандемію коронавірусної хвороби | Чемпіонат не проводився через пандемію коронавірусної хвороби |
| 2022                              | Таллінн, Естонія                                              | Марк Кондратюк                                                | Даніель Грассль                                               | Денис Васильєв                                                |
| 2023                              | Еспоо, Фінляндія                                              | Адам Сяо Гім Фа                                               | Маттео Ріццо                                                  | Лукас Брічгі                                                  |
| 2024                              | Каунас, Литва                                                 | Адам Сяо Гім Фа                                               | Александр Селевко                                             | Маттео Ріццо                                                  |
| 2025                              | Таллінн, Естонія                                              | Лукас Брічгі                                                  | Микола Мемола                                                 | Адам Сяо Гім Фа                                               |

### Жіноче одиночне катання

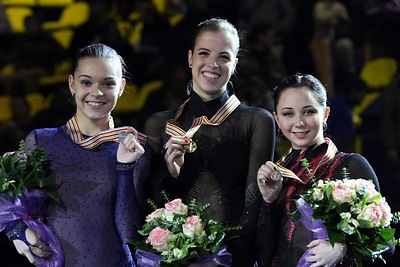
Призерки Чемпіонату Європи 2013 (зліва направо): Аделіна Сотникова (срібло), Кароліна Костнер (золото), Єлизавета Туктамишева (бронза)

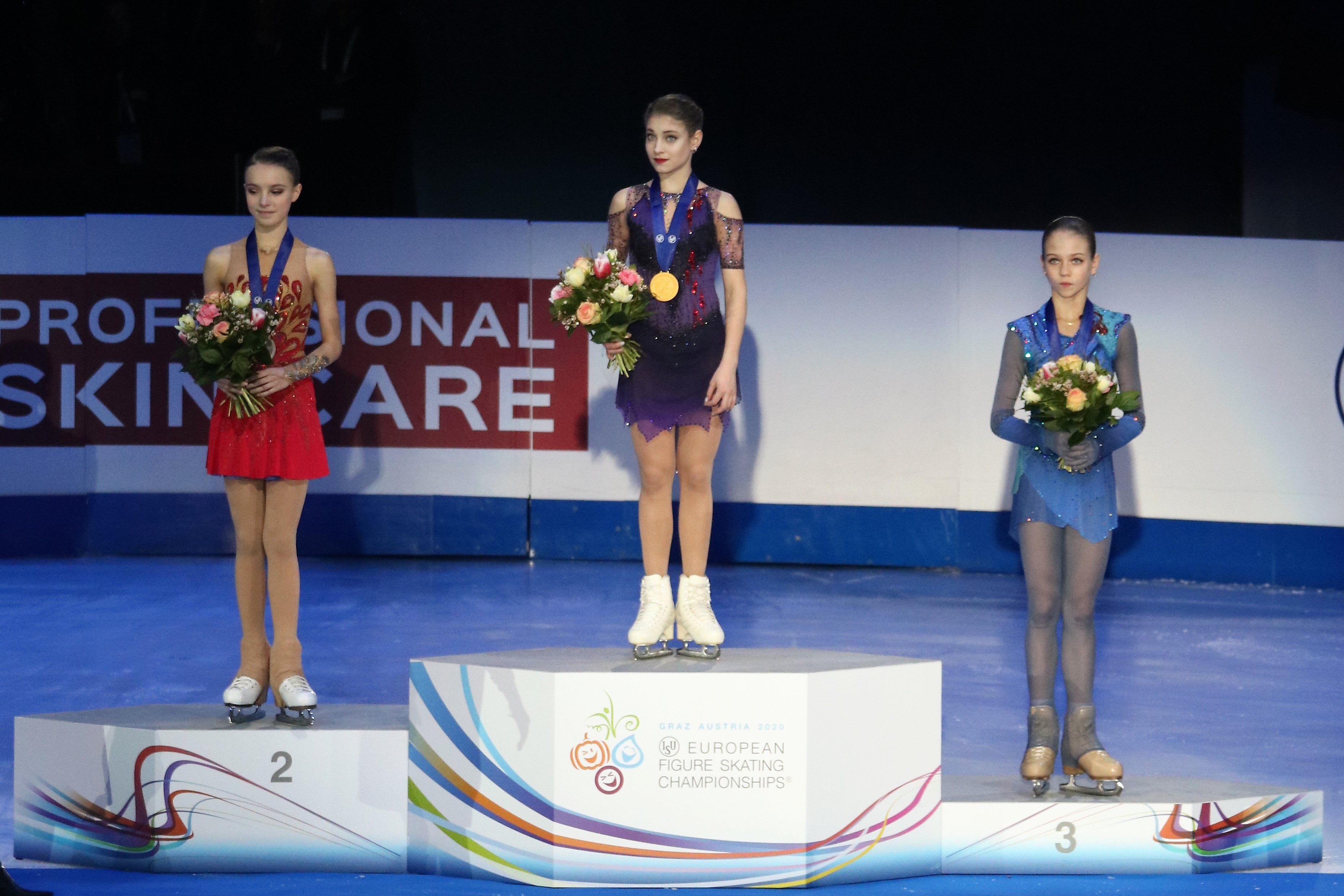
Призерки Чемпіонату Європи 2020 (зліва направо): Анна Щербакова (срібло), Альона Косторна (золото), Олександра Трусова (бронза)

| Жіноче одиночне фігурне катання | Жіноче одиночне фігурне катання                               | Жіноче одиночне фігурне катання                               | Жіноче одиночне фігурне катання                               | Жіноче одиночне фігурне катання                               |
| ------------------------------- | ------------------------------------------------------------- | ------------------------------------------------------------- | ------------------------------------------------------------- | ------------------------------------------------------------- |
| Рік                             | Місце проведення                                              | Золото                                                        | Срібло                                                        | Бронза                                                        |
| 1930                            | Берлін, Німеччина                                             | Фріці Бургер                                                  | Ільзе Горнунг                                                 | Віві-Анн Гюльтен                                              |
| 1931                            | Санкт-Моріц, Швейцарія                                        | Соня Гені                                                     | Фріці Бургер                                                  | Гільда Головські                                              |
| 1932                            | Париж, Франція                                                | Соня Гені                                                     | Фріці Бургер                                                  | Віві-Анн Гюльтен                                              |
| 1933                            | Лондон, Велика Британія                                       | Соня Гені                                                     | Сесилія Колледж                                               | Фріці Бургер                                                  |
| 1934                            | Зеефельд-ін-Тіроль, Австрія                                   | Соня Гені                                                     | Лізелотте Ландбек                                             | Мерібел Вінсон                                                |
| 1935                            | Санкт-Моріц, Швейцарія                                        | Соня Гені                                                     | Лізелотте Ландбек                                             | Сесилія Колледж                                               |
| 1936                            | Берлін, Німеччина                                             | Соня Гені                                                     | Сесилія Колледж                                               | Меган Тейлор                                                  |
| 1937                            | Прага, Чехословаччина                                         | Сесилія Колледж                                               | Меган Тейлор                                                  | Еммі Путцингер                                                |
| 1938                            | Санкт-Моріц, Швейцарія                                        | Сесилія Колледж                                               | Меган Тейлор                                                  | Еммі Путцингер                                                |
| 1939                            | Лондон, Велика Британія                                       | Сесилія Колледж                                               | Меган Тейлор                                                  | Дафна Вокер                                                   |
| 1940—1946                       | Чемпіонат не проводився через Другу світову війну             | Чемпіонат не проводився через Другу світову війну             | Чемпіонат не проводився через Другу світову війну             | Чемпіонат не проводився через Другу світову війну             |
| 1947                            | Давос, Швейцарія                                              | Барбара Енн Скотт                                             | Гретхен Меріл                                                 | Дафна Вокер                                                   |
| 1948                            | Прага, Чехословаччина                                         | Барбара Енн Скотт                                             | Ева Павлік                                                    | Альона Врзаньова                                              |
| 1949                            | Мілан, Італія                                                 | Ева Павлік                                                    | Альона Врзаньова                                              | Жанетт Альтвегг                                               |
| 1950                            | Осло, Норвегія                                                | Альона Врзаньова                                              | Жаклін дю Біф                                                 | Жанетт Альтвегг                                               |
| 1951                            | Цюрих, Швейцарія                                              | Жанетт Альтвегг                                               | Жаклін дю Біф                                                 | Барбара Вайєтт                                                |
| 1952                            | Відень, Австрія                                               | Жанетт Альтвегг                                               | Жаклін дю Біф                                                 | Барбара Вайєтт                                                |
| 1953                            | Дортмунд, ФРН                                                 | Вальда Осборн                                                 | Гунді Буш                                                     | Еріка Батчелор                                                |
| 1954                            | Больцано, Італія                                              | Гунді Буш                                                     | Еріка Батчелор                                                | Івонн Сагден                                                  |
| 1955                            | Будапешт, Угорщина                                            | Ханна Ейгель                                                  | Івонн Сагден                                                  | Еріка Батчелор                                                |
| 1956                            | Париж, Франція                                                | Інгрід Вендль                                                 | Івонн Сагден                                                  | Еріка Батчелор                                                |
| 1957                            | Відень, Австрія                                               | Ханна Ейгель                                                  | Інгрід Вендль                                                 | Ханна Вальтер                                                 |
| 1958                            | Братислава, Чехословаччина                                    | Інгрід Вендль                                                 | Ханна Вальтер                                                 | Йоан Ханаппел                                                 |
| 1959                            | Давос, Швейцарія                                              | Ханна Вальтер                                                 | Шаук'є Дейкстра                                               | Йоан Ханаппел                                                 |
| 1960                            | Гарміш-Партенкірхен, ФРН                                      | Шаук'є Дейкстра                                               | Регіна Хайтцер                                                | Йоан Ханаппел                                                 |
| 1961                            | Берлін, Західний Берлін                                       | Шаук'є Дейкстра                                               | Регіна Хайтцер                                                | Яна Мразкова                                                  |
| 1962                            | Женева, Швейцарія                                             | Шаук'є Дейкстра                                               | Регіна Хайтцер                                                | Карін Фрогнер                                                 |
| 1963                            | Будапешт, Угорщина                                            | Шаук'є Дейкстра                                               | Ніколь Асслер                                                 | Регіна Хайтцер                                                |
| 1964                            | Гренобль, Франція                                             | Шаук'є Дейкстра                                               | Регіна Хайтцер                                                | Ніколь Асслер                                                 |
| 1965                            | Москва, СРСР                                                  | Регіна Хайтцер                                                | Саллі-Енн Степлфорд                                           | Ніколь Асслер                                                 |
| 1966                            | Братислава, Чехословаччина                                    | Регіна Хайтцер                                                | Габріела Зайферт                                              | Ніколь Асслер                                                 |
| 1967                            | Любляна, Югославія                                            | Габріела Зайферт                                              | Хана Машкова                                                  | Жужа Алмаши                                                   |
| 1968                            | Вестерос, Швеція                                              | Хана Машкова                                                  | Габріела Зайферт                                              | Беатрікс Шуба                                                 |
| 1969                            | Гарміш-Партенкірхен, ФРН                                      | Габріела Зайферт                                              | Хана Машкова                                                  | Беатрікс Шуба                                                 |
| 1970                            | Ленінград, СРСР                                               | Габріела Зайферт                                              | Беатрікс Шуба                                                 | Жужа Алмаши                                                   |
| 1971                            | Цюрих, Швейцарія                                              | Беатрікс Шуба                                                 | Жужа Алмаши                                                   | Ріта Трапанезе                                                |
| 1972                            | Гетеборг, Швеція                                              | Беатрікс Шуба                                                 | Ріта Трапанезе                                                | Соня Моргенштерн                                              |
| 1973                            | Кельн, ФРН                                                    | Крістіне Еррат                                                | Джин Скотт                                                    | Карін Ітен                                                    |
| 1974                            | Загреб, Югославія                                             | Крістіне Еррат                                                | Діана де Леу                                                  | Ліана Драгова                                                 |
| 1975                            | Копенгаген, Данія                                             | Крістіне Еррат                                                | Діана де Леу                                                  | Анетт Пьотч                                                   |
| 1976                            | Женева, Швейцарія                                             | Діана де Леу                                                  | Анетт Пьотч                                                   | Крістіне Еррат                                                |
| 1977                            | Гельсінкі, Фінляндія                                          | Анетт Пьотч                                                   | Дагмар Лурц                                                   | Сусанна Дріано                                                |
| 1978                            | Страсбург, Франція                                            | Анетт Пьотч                                                   | Дагмар Лурц                                                   | Олена Водорєзова                                              |
| 1979                            | Загреб, Югославія                                             | Анетт Пьотч                                                   | Дагмар Лурц                                                   | Деніз Більманн                                                |
| 1980                            | Гетеборг, Швеція                                              | Анетт Пьотч                                                   | Дагмар Лурц                                                   | Сусанна Дріано                                                |
| 1981                            | Інсбрук, Австрія                                              | Деніз Більманн                                                | Санда Дубравчіч                                               | Клаудія Крістофіч-Біндер                                      |
| 1982                            | Ліон, Франція                                                 | Клаудія Крістофіч-Біндер                                      | Катаріна Вітт                                                 | Олена Водорєзова                                              |
| 1983                            | Дортмунд, ФРН                                                 | Катаріна Вітт                                                 | Олена Водорєзова                                              | Клаудіа Ляйстнер                                              |
| 1984                            | Будапешт, Угорщина                                            | Катаріна Вітт                                                 | Мануела Рубен                                                 | Ганна Кондрашова                                              |
| 1985                            | Гетеборг, Швеція                                              | Катаріна Вітт                                                 | Кіра Іванова                                                  | Клаудіа Ляйстнер                                              |
| 1986                            | Копенгаген, Данія                                             | Катаріна Вітт                                                 | Кіра Іванова                                                  | Ганна Кондрашова                                              |
| 1987                            | Сараєво, Югославія                                            | Катаріна Вітт                                                 | Кіра Іванова                                                  | Ганна Кондрашова                                              |
| 1988                            | Прага, Чехословаччина                                         | Катаріна Вітт                                                 | Кіра Іванова                                                  | Ганна Кондрашова                                              |
| 1989                            | Бірмінгем, Велика Британія                                    | Клаудіа Ляйстнер                                              | Наталія Лебедєва                                              | Патриція Неске                                                |
| 1990                            | Ленінград, СРСР                                               | Евелін Гроссманн                                              | Наталія Лебедєва                                              | Марина Кільманн                                               |
| 1991                            | Софія, Болгарія                                               | Сурія Боналі                                                  | Евелін Гроссманн                                              | Марина Кільманн                                               |
| 1992                            | Лозанна, Швейцарія                                            | Сурія Боналі                                                  | Марина Кільманн                                               | Патриція Неске                                                |
| 1993                            | Гельсінкі, Фінляндія                                          | Сурія Боналі                                                  | Оксана Баюл                                                   | Марина Кільманн                                               |
| 1994                            | Копенгаген, Данія                                             | Сурія Боналі                                                  | Оксана Баюл                                                   | Ольга Маркова                                                 |
| 1995                            | Дортмунд, Німеччина                                           | Сурія Боналі                                                  | Ольга Маркова                                                 | Олена Ляшенко                                                 |
| 1996                            | Софія,Болгарія                                                | Ірина Слуцька                                                 | Сурія Боналі                                                  | Марія Бутирська                                               |
| 1997                            | Париж, Франція                                                | Ірина Слуцька                                                 | Христина Цако                                                 | Юлія Лавренчук                                                |
| 1998                            | Мілан, Італія                                                 | Марія Бутирська                                               | Ірина Слуцька                                                 | Таня Шевченко                                                 |
| 1999                            | Прага, Чехія                                                  | Марія Бутирська                                               | Юлія Солдатова                                                | Вікторія Волчкова                                             |
| 2000                            | Відень, Австрія                                               | Ірина Слуцька                                                 | Марія Бутирська                                               | Вікторія Волчкова                                             |
| 2001                            | Братислава, Словаччина                                        | Ірина Слуцька                                                 | Марія Бутирська                                               | Вікторія Волчкова                                             |
| 2002                            | Лозанна, Швейцарія                                            | Марія Бутирська                                               | Ірина Слуцька                                                 | Вікторія Волчкова                                             |
| 2003                            | Мальме, Швеція                                                | Ірина Слуцька                                                 | Олена Соколова                                                | Юлія Шебештьєн                                                |
| 2004                            | Будапешт, Угорщина                                            | Юлія Шебештьєн                                                | Олена Ляшенко                                                 | Олена Соколова                                                |
| 2005                            | Турин, Італія                                                 | Ірина Слуцька                                                 | Сюзанна Пойкьйо                                               | Олена Ляшенко                                                 |
| 2006                            | Ліон, Франція                                                 | Ірина Слуцька                                                 | Олена Соколова                                                | Кароліна Костнер                                              |
| 2007                            | Варшава, Польща                                               | Кароліна Костнер                                              | Сара Майєр                                                    | Кійра Корпі                                                   |
| 2008                            | Загреб, Хорватія                                              | Кароліна Костнер                                              | Сара Майєр                                                    | Лаура Лепісто                                                 |
| 2009                            | Гельсінкі, Фінляндія                                          | Лаура Лепісто                                                 | Кароліна Костнер                                              | Сюзанна Пойкьйо                                               |
| 2010                            | Таллінн, Естонія                                              | Кароліна Костнер                                              | Лаура Лепісто                                                 | Елене Гедеванішвілі                                           |
| 2011                            | Берн, Швейцарія                                               | Сара Майєр                                                    | Кароліна Костнер                                              | Кійра Корпі                                                   |
| 2012                            | Шеффілд, Велика Британія                                      | Кароліна Костнер                                              | Кійра Корпі                                                   | Елене Гедеванішвілі                                           |
| 2013                            | Загреб, Хорватія                                              | Кароліна Костнер                                              | Аделіна Сотникова                                             | Єлизавета Туктамишева                                         |
| 2014                            | Будапешт, Угорщина                                            | Юлія Липницька                                                | Аделіна Сотникова                                             | Кароліна Костнер                                              |
| 2015                            | Стокгольм, Швеція                                             | Єлизавета Туктамишева                                         | Олена Радіонова                                               | Анна Погоріла                                                 |
| 2016                            | Братислава, Словаччина                                        | Євгенія Медведєва                                             | Олена Радіонова                                               | Анна Погоріла                                                 |
| 2017                            | Острава, Чехія                                                | Євгенія Медведєва                                             | Анна Погоріла                                                 | Кароліна Костнер                                              |
| 2018                            | Москва, Росія                                                 | Аліна Загітова                                                | Євгенія Медведєва                                             | Кароліна Костнер                                              |
| 2019                            | Мінськ, Білорусь                                              | Софія Самодурова                                              | Аліна Загітова                                                | Вівека Ліндфорс                                               |
| 2020                            | Грац, Австрія                                                 | Альона Косторна                                               | Анна Щербакова                                                | Олександра Трусова                                            |
| 2021                            | Чемпіонат не проводився через пандемію коронавірусної хвороби | Чемпіонат не проводився через пандемію коронавірусної хвороби | Чемпіонат не проводився через пандемію коронавірусної хвороби | Чемпіонат не проводився через пандемію коронавірусної хвороби |
| 2022                            | Таллінн, Естонія                                              | Анна Щербакова                                                | Олександра Трусова                                            | Луна Гендрікс                                                 |
| 2023                            | Еспоо, Фінляндія                                              | Анастасія Губанова                                            | Луна Гендрікс                                                 | Кіммі Репонд                                                  |
| 2024                            | Каунас, Литва                                                 | Луна Гендрікс                                                 | Анастасія Губанова                                            | Ніна Пінзарроне                                               |
| 2025                            | Таллінн, Естонія                                              | Ніна Петрикіна                                                | Анастасія Губанова                                            | Ніна Пінзарроне                                               |

### Парне катання

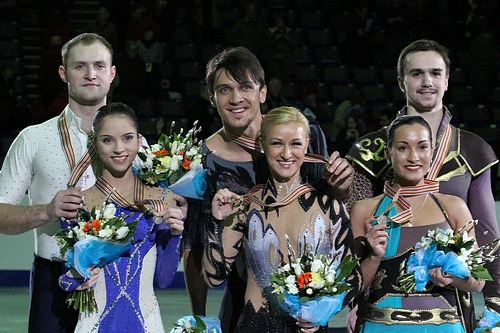
Призери Чемпіонату Європи 2012 (зліва направо): Віра Базарова/Юрій Ларіонов (срібло), Тетяна Волосожар/Максим Траньков (золото), Ксенія Столбова/Федір Клімов (бронза)

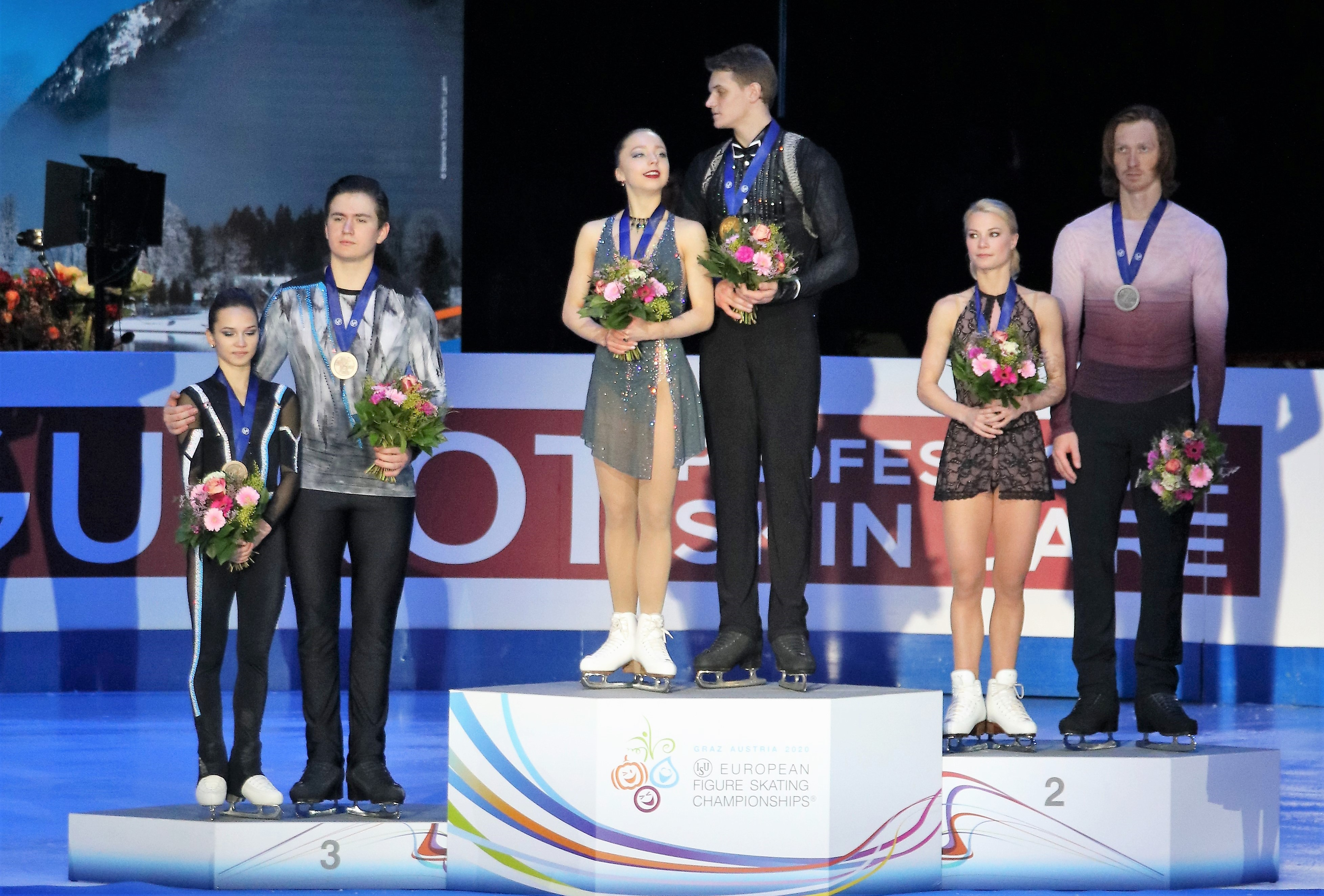
Призери Чемпіонату Європи 2020 (зліва направо): Дарія Павлюченко/Денис Ходикін (бронза), Олександра Бойкова/Дмитро Козловський (золото), Євгенія Тарасова/Володимир Морозов (срібло)

| Парне фігурне катання | Парне фігурне катання                                         | Парне фігурне катання                                         | Парне фігурне катання                                         | Парне фігурне катання                                         |
| --------------------- | ------------------------------------------------------------- | ------------------------------------------------------------- | ------------------------------------------------------------- | ------------------------------------------------------------- |
| Рік                   | Місце проведення                                              | Золото                                                        | Срібло                                                        | Бронза                                                        |
| 1930                  | Берлін, Німеччина                                             | Ольга Оргонішта / Шандор Салаї                                | Емілія Роттер / Ласло Соллаш                                  | Гізела Хохальтінгер / Отто Прайссеккер                        |
| 1931                  | Санкт-Моріц, Швейцарія                                        | Ольга Оргонішта / Шандор Салаї                                | Емілія Роттер / Ласло Соллаш                                  | Ліллі Гайяр / Віллі Петтер                                    |
| 1932                  | Париж, Франція                                                | Андре Брюне / П'єр Брюне                                      | Ліллі Гайяр / Віллі Петтер                                    | Іді Папец / Карл Цвак                                         |
| 1933                  | Лондон, Велика Британія                                       | Іді Папец / Карл Цвак                                         | Ліллі Гайяр / Віллі Петтер                                    | Моллі Філіпс / Родні Мьордок                                  |
| 1934                  | Зеефельд-ін-Тіроль, Австрія                                   | Емілія Роттер / Ласло Соллаш                                  | Іді Папец / Карл Цвак                                         | Зоф'я Більорувна / Тадеуш Ковальський                         |
| 1935                  | Санкт-Моріц, Швейцарія                                        | Максі Гербер / Ернст Байєр                                    | Іді Папец / Карл Цвак                                         | Люсі Галло / Режьо Діллінгер                                  |
| 1936                  | Берлін, Німеччина                                             | Максі Гербер / Ернст Байєр                                    | Віолет Кліфф / Леслі Кліфф                                    | Пірошка Секреньйошші / Аттіла Секреньйошші                    |
| 1937                  | Прага, Чехословаччина                                         | Максі Гербер / Ернст Байєр                                    | Ільзе Паузін / Ерік Паузін                                    | Пірошка Секреньйошші / Аттіла Секреньйошші                    |
| 1938                  | Санкт-Моріц, Швейцарія                                        | Максі Гербер / Ернст Байєр                                    | Ільзе Паузін / Ерік Паузін                                    | Інге Кох / Гюнтер Ноак                                        |
| 1939                  | Закопане, Польща                                              | Максі Гербер / Ернст Байєр                                    | Ільзе Паузін / Ерік Паузін                                    | Інге Кох / Гюнтер Ноак                                        |
| 1940—1946             | Чемпіонат не проводився через Другу світову війну             | Чемпіонат не проводився через Другу світову війну             | Чемпіонат не проводився через Другу світову війну             | Чемпіонат не проводився через Другу світову війну             |
| 1947                  | Давос, Швейцарія                                              | Мішлін Ланнуа / П'єр Бон'є                                    | Вініфред Сільверторн/ Денніс Сільверторн                      | Сюзанна Діскьове / Едмон Вербюстел                            |
| 1948                  | Прага, Чехословаччина                                         | Андреа Кекешші / Еде Кірай                                    | Блажена Кнітлова / Карел Возатка                              | Герта Ратценхофер / Еміль Ратценхофер                         |
| 1949                  | Мілан, Італія                                                 | Андреа Кекешші / Еде Кірай                                    | Маріанна Надь / Ласло Надь                                    | Герта Ратценхофер / Эмиль Ратценхофер                         |
| 1950                  | Осло, Норвегія                                                | Маріанна Надь / Ласло Надь                                    | Еліане Штайнеман / Андре Калам                                | Дженніфер Нікс / Джон Нікс                                    |
| 1951                  | Цюрих, Швейцарія                                              | Ріа Баран / Пауль Фальк                                       | Еліане Штайнеман / Андре Калам                                | Дженніфер Нікс / Джон Нікс                                    |
| 1952                  | Відень, Австрія                                               | Ріа Баран / Пауль Фальк                                       | Дженніфер Нікс / Джон Нікс                                    | Маріанна Надь / Ласло Надь                                    |
| 1953                  | Дортмунд, ФРН                                                 | Дженніфер Нікс / Джон Нікс                                    | Маріанна Надь / Ласло Надь                                    | Елізабет Шварц / Курт Оппельт                                 |
| 1954                  | Больцано, Італія                                              | Сільвія Гранжан / Мішель Гранжан                              | Елізабет Шварц / Курт Оппельт                                 | Соня Балунова / Милослав Балун                                |
| 1955                  | FSR Будапешт, Угорщина                                        | Маріанна Надь / Ласло Надь                                    | Віра Суханкова / Зденек Долежал                               | Маріка Кіліус / Франц Нінгель                                 |
| 1956                  | Париж, Франція                                                | Елізабет Шварц / Курт Оппельт                                 | Маріанна Надь / Ласло Надь                                    | Маріка Кіліус / Франц Нінгель                                 |
| 1957                  | Відень, Австрія                                               | Віра Суханкова / Зденек Долежал                               | Маріанна Надь / Ласло Надь                                    | Маріка Кіліус / Франц Нінгель                                 |
| 1958                  | Братислава, Чехословаччина                                    | Віра Суханкова / Зденек Долежал                               | Ніна Жук / Станіслав Жук                                      | Джойс Коутс / Ентоні Голлс                                    |
| 1959                  | Давос, Швейцарія                                              | Маріка Кіліус / Ганс-Юрген Боймлер                            | Ніна Жук / Станіслав Жук                                      | Джойс Коутс / Ентоні Голлс                                    |
| 1960                  | Гарміш-Партенкірхен, ФРН                                      | Маріка Кіліус / Ганс-Юрген Боймлер                            | Ніна Жук / Станіслав Жук                                      | Маргрет Гьобль / Франц Нінгель                                |
| 1961                  | Берлін, Західний Берлін                                       | Маріка Кіліус / Ганс-Юрген Боймлер                            | Маргрет Гьобль / Франц Нінгель                                | Маргіт Зенф / Петер Гьобель                                   |
| 1962                  | Женева, Швейцарія                                             | Маріка Кіліус / Ганс-Юрген Боймлер                            | Людмила Білоусова / Олег Протопопов                           | Маргарет Гьобль / Франц Нінгель                               |
| 1963                  | Будапешт, Угорщина                                            | Маріка Кіліус / Ганс-Юрген Боймлер                            | Людмила Білоусова / Олег Протопопов                           | Тетяна Жук / Олександр Гаврилов                               |
| 1964                  | Гренобль, Франція                                             | Маріка Кіліус / Ганс-Юрген Боймлер                            | Людмила Білоусова / Олег Протопопов                           | Тетяна Жук / Олександр Гаврилов                               |
| 1965                  | Москва, СРСР                                                  | Людмила Білоусова / Олег Протопопов                           | Герда Йонер / Рюді Йонер                                      | Тетяна Жук / Олександр Горелік                                |
| 1966                  | Братислава, Чехословаччина                                    | Людмила Білоусова / Олег Протопопов                           | Тетяна Жук / Олександр Горелік                                | Маргот Глоксхубер / Вольфґанг Данне                           |
| 1967                  | Любляна, Югославія                                            | Людмила Білоусова / Олег Протопопов                           | Маргот Глоксхубер / Вольфґанг Данне                           | Хайдемарі Штайнер / Хайнц-Ульріх Вальтер                      |
| 1968                  | Вестерос, Швеція                                              | Людмила Білоусова / Олег Протопопов                           | Тамара Москвіна / Олексій Мішин                               | Хайдемарі Штайнер / Хайнц-Ульріх Вальтер                      |
| 1969                  | Гарміш-Партенкірхен, ФРН                                      | Ірина Родніна / Олексій Уланов                                | Людмила Білоусова / Олег Протопопов                           | Тамара Москвіна / Олексій Мішин                               |
| 1970                  | Ленінград, СРСР                                               | Ірина Родніна / Олексій Уланов                                | Людмила Смірнова / Андрій Сурайкін                            | Хайдемарі Штайнер / Хайнц-Ульріх Вальтер                      |
| 1971                  | Цюрих, Швейцарія                                              | Ірина Родніна / Олексій Уланов                                | Людмила Смірнова / Андрій Сурайкін                            | Галина Кареліна / Георгій Проскурін                           |
| 1972                  | Гетеборг, Швеція                                              | Ірина Родніна / Олексій Уланов                                | Людмила Смірнова / Андрій Сурайкін                            | Мануела Грос / Уве Кагельман                                  |
| 1973                  | Кельн, ФРН                                                    | Ірина Родніна / Олександр Зайцев                              | Людмила Смірнова / Олексій Уланов                             | Альмут Леман / Герберт Візінгер                               |
| 1974                  | Загреб, Югославія                                             | Ірина Родніна / Олександр Зайцев                              | Ромі Кермер / Рольф Естеррайх                                 | Людмила Смірнова / Олексій Уланов                             |
| 1975                  | Копенгаген, Данія                                             | Ірина Родніна / Олександр Зайцев                              | Ромі Кермер / Рольф Естеррайх                                 | Мануела Грос / Уве Кагельман                                  |
| 1976                  | Женева, Швейцарія                                             | Ірина Родніна / Олександр Зайцев                              | Ромі Кермер / Рольф Естеррайх                                 | Ірина Воробйова / Олександр Власов                            |
| 1977                  | Гельсінкі, Фінляндія                                          | Ірина Родніна / Олександр Зайцев                              | Ірина Воробйова / Олександр Власов                            | Марина Черкасова / Сергій Шахрай                              |
| 1978                  | Страсбург, Франція                                            | Ірина Родніна / Олександр Зайцев                              | Марина Черкасова / Сергій Шахрай                              | Мануела Магер / Уве Беверсдорф                                |
| 1979                  | Загреб, Югославія                                             | Марина Черкасова / Сергій Шахрай                              | Ірина Воробйова / Ігор Лисовський                             | Сабіне Бесс / Тассіло Тірбах                                  |
| 1980                  | Гетеборг, Швеція                                              | Ірина Родніна / Олександр Зайцев                              | Марина Черкасова / Сергій Шахрай                              | Марина Пестова / Станіслав Леонович                           |
| 1981                  | Інсбрук, Австрія                                              | Ірина Воробйова / Ігор Лисовський                             | Крістіна Рігель / Андреас Нішвіц                              | Марина Черкасова / Сергій Шахрай                              |
| 1982                  | Ліон, Франція                                                 | Сабіне Бесс / Тассіло Тірбах                                  | Марина Пестова / Станіслав Леонович                           | Ірина Воробйова / Ігор Лисовський                             |
| 1983                  | Дортмунд, ФРН                                                 | Сабіне Бесс / Тассіло Тірбах                                  | Олена Валова / Олег Васильєв                                  | Біргіт Лоренц / Кнут Шуберт                                   |
| 1984                  | Будапешт, Угорщина                                            | Олена Валова / Олег Васильєв                                  | Сабіне Бесс / Тассіло Тірбах                                  | Біргіт Лоренц / Кнут Шуберт                                   |
| 1985                  | Гетеборг, Швеція                                              | Олена Валова / Олег Васильєв                                  | Лариса Селезньова / Олег Макаров                              | Вероніка Першина / Марат Акбаров                              |
| 1986                  | Копенгаген, Данія                                             | Олена Валова / Олег Васильєв                                  | Катерина Гордєєва / Сергій Гриньков                           | Олена Бечке / Валерій Корнієнко                               |
| 1987                  | Сараєво, Югославія                                            | Лариса Селезньова / Олег Макаров                              | Олена Валова / Олег Васильєв                                  | Катрін Каніц / Тобіас Шрьотер                                 |
| 1988                  | Прага, Чехословаччина                                         | Катерина Гордєєва / Сергій Гриньков                           | Лариса Селезньова / Олег Макаров                              | Пеггі Шварц / Александер Кьоніг                               |
| 1989                  | Бірмінгем, Велика Британія                                    | Лариса Селезньова / Олег Макаров                              | Манді Вьотцель / Аксель Раушенбах                             | Наталія Мішкутьонок / Артур Дмитрієв                          |
| 1990                  | Ленінград, СРСР                                               | Катерина Гордєєва / Сергій Гриньков                           | Лариса Селезньова / Олег Макаров                              | Наталія Мішкутьонок / Артур Дмитрієв                          |
| 1991                  | Софія, Болгарія                                               | Наталія Мішкутьонок / Артур Дмитрієв                          | Олена Бечке / Денис Петров                                    | Євгенія Шишкова / Вадим Наумов                                |
| 1992                  | Лозанна, Швейцарія                                            | Наталія Мішкутьонок / Артур Дмитрієв                          | Олена Бечке / Денис Петров                                    | Євгенія Шишкова / Вадим Наумов                                |
| 1993                  | Гельсінкі, Фінляндія                                          | Марина Єльцова / Андрій Бушков                                | Манді Вьотцель / Інго Штойєр                                  | Євгенія Шишкова / Вадим Наумов                                |
| 1994                  | Копенгаген, Данія                                             | Катерина Гордєєва / Сергій Гриньков                           | Євгенія Шишкова / Вадим Наумов                                | Наталія Мішкутьонок / Артур Дмитрієв                          |
| 1995                  | Дортмунд, Німеччина                                           | Манді Вьотцель / Інго Штойєр                                  | Радка Коваржикова / Рене Новотни                              | Євгенія Шишкова / Вадим Наумов                                |
| 1996                  | Софія, Болгарія                                               | Оксана Казакова / Артур Дмитрієв                              | Манді Вьотцель / Інго Штойєр                                  | Сара Абітболь / Стефан Бернаді                                |
| 1997                  | Париж, Франція                                                | Марина Єльцова / Андрій Бушков                                | Манді Вьотцель / Інго Штойєр                                  | Олена Бережна / Антон Сихарулідзе                             |
| 1998                  | Мілан, Італія                                                 | Олена Бережна / Антон Сихарулідзе                             | Оксана Казакова / Артур Дмитрієв                              | Сара Абітболь / Стефан Бернаді                                |
| 1999                  | Прага, Чехія                                                  | Марія Петрова / Олексій Тихонов                               | Дорота Загурська / Маріуш Сюдек                               | Сара Абітболь / Стефан Бернаді                                |
| 2000                  | Відень, Австрія                                               | Марія Петрова / Олексій Тихонов                               | Дорота Загурська / Маріуш Сюдек                               | Сара Абітболь / Стефан Бернаді                                |
| 2001                  | Братислава, Словаччина                                        | Олена Бережна / Антон Сихарулідзе                             | Тетяна Тотьмяніна / Максим Маринін                            | Сара Абітболь / Стефан Бернаді                                |
| 2002                  | Лозанна, Швейцарія                                            | Тетяна Тотьмяніна / Максим Маринін                            | Сара Абітболь / Стефан Бернаді                                | Марія Петрова / Олексій Тихонов                               |
| 2003                  | Мальме, Швеція                                                | Тетяна Тотьмяніна / Максим Маринін                            | Сара Абітболь / Стефан Бернаді                                | Марія Петрова / Олексій Тихонов                               |
| 2004                  | Будапешт, Угорщина                                            | Тетяна Тотьмяніна / Максим Маринін                            | Марія Петрова / Олексій Тихонов                               | Дорота Загурська / Маріуш Сюдек                               |
| 2005                  | Турин, Італія                                                 | Тетяна Тотьмяніна / Максим Маринін                            | Юлія Обертас / Сергій Славнов                                 | Марія Петрова / Олексій Тихонов                               |
| 2006                  | Ліон, Франція                                                 | Тетяна Тотьмяніна / Максим Маринін                            | Альона Савченко / Робін Шолкови                               | Марія Петрова / Олексій Тихонов                               |
| 2007                  | Варшава, Польща                                               | Альона Савченко / Робін Шолкови                               | Марія Петрова / Олексій Тихонов                               | Дорота Сюдек / Маріуш Сюдек                                   |
| 2008                  | Загреб, Хорватія                                              | Альона Савченко / Робін Шолкови                               | Марія Мухортова / Максим Траньков                             | Юко Кавагуті / Олександр Смірнов                              |
| 2009                  | Гельсінкі, Фінляндія                                          | Альона Савченко / Робін Шолкови                               | Юко Кавагуті / Олександр Смірнов                              | Марія Мухортова / Максим Траньков                             |
| 2010                  | Таллінн, Естонія                                              | Юко Кавагуті / Олександр Смірнов                              | Альона Савченко / Робін Шолкови                               | Марія Мухортова / Максим Траньков                             |
| 2011                  | Берн, Швейцарія                                               | Альона Савченко / Робін Шолкови                               | Юко Кавагуті / Олександр Смірнов                              | Віра Базарова / Юрій Ларіонов                                 |
| 2012                  | Шеффілд, Велика Британія                                      | Тетяна Волосожар / Максим Траньков                            | Віра Базарова / Юрій Ларіонов                                 | Ксенія Столбова / Федор Клімов                                |
| 2013                  | Загреб, Хорватія                                              | Волосожар Тетяна Андріївна / Максим Траньков                  | Альона Савченко / Робін Шолкови                               | Стефаниа Бертон / Ондржей Готарек                             |
| 2014                  | Будапешт, Угорщина                                            | Тетяна Волосожар / Максим Траньков                            | Ксенія Столбова / Федір Клімов                                | Віра Базарова / Юрій Ларіонов                                 |
| 2015                  | Стокгольм, Швеція                                             | Юко Кавагуті / Олександр Смірнов                              | Ксенія Столбова / Федір Клімов                                | Тарасова Євгенія / Володимир Морозов                          |
| 2016                  | Братислава, Словаччина                                        | Тетяна Волосожар / Максим Траньков                            | Альона Савченко / Бруно Массо                                 | Євгенія Тарасова / Володимир Морозов                          |
| 2017                  | Острава, Чехія                                                | Євгенія Тарасова / Володимир Морозов                          | Альона Савченко / Бруно Массо                                 | Ванесса Джеймс / Морган Сіпре                                 |
| 2018                  | Москва, Росія                                                 | Євгенія Тарасова / Володимир Морозов                          | Ксенія Столбова / Федір Клімов                                | Наталія Забіяко / Олександр Енберт                            |
| 2019                  | Мінськ, Білорусь                                              | Ванесса Джеймс / Морган Сіпре                                 | Євгенія Тарасова / Володимир Морозов                          | Олександра Бойкова / Дмитро Козловський                       |
| 2020                  | Грац, Австрія                                                 | Олександра Бойкова / Дмитро Козловський                       | Євгенія Тарасова / Володимир Морозов                          | Дарія Павлюченко / Денис Ходикін                              |
| 2021                  | Чемпіонат не проводився через пандемію коронавірусної хвороби | Чемпіонат не проводився через пандемію коронавірусної хвороби | Чемпіонат не проводився через пандемію коронавірусної хвороби | Чемпіонат не проводився через пандемію коронавірусної хвороби |
| 2022                  | Таллінн, Естонія                                              | Анастасія Мішина / Олександр Галлямов                         | Євгенія Тарасова / Володимир Морозов                          | Олександра Бойкова / Дмитро Козловський                       |
| 2023                  | Еспоо, Фінляндія                                              | Сара Конті / Нікколо Мачії                                    | Ребекка Гіларді / Філіппо Амброзіні                           | Анніка Гокке / Роберт Кункель                                 |
| 2024                  | Каунас, Литва                                                 | Лукреція Беккарі / Маттео Гуарізе                             | Анастасія Метелкіна / Лука Берулава                           | Ребекка Гіларді / Філіппо Амброзіні                           |
| 2025                  | Таллінн, Естонія                                              | Мінерва Фабінне Ґасе / Микита Володін                         | Сара Конті / Нікколо Мачії                                    | Анастасія Метьолкіна / Лука Берулава                          |

### Спортивні танці на льоду

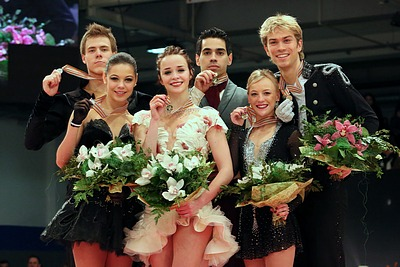
Призери Чемпіонату Європи 2014 (зліва направо): Олена Ільїних/Микита Кацалапов (срібло), Анна Каппелліні/Лука Ланотте (золото), Пенні Кумс/Ніколас Бакленд (бронза)

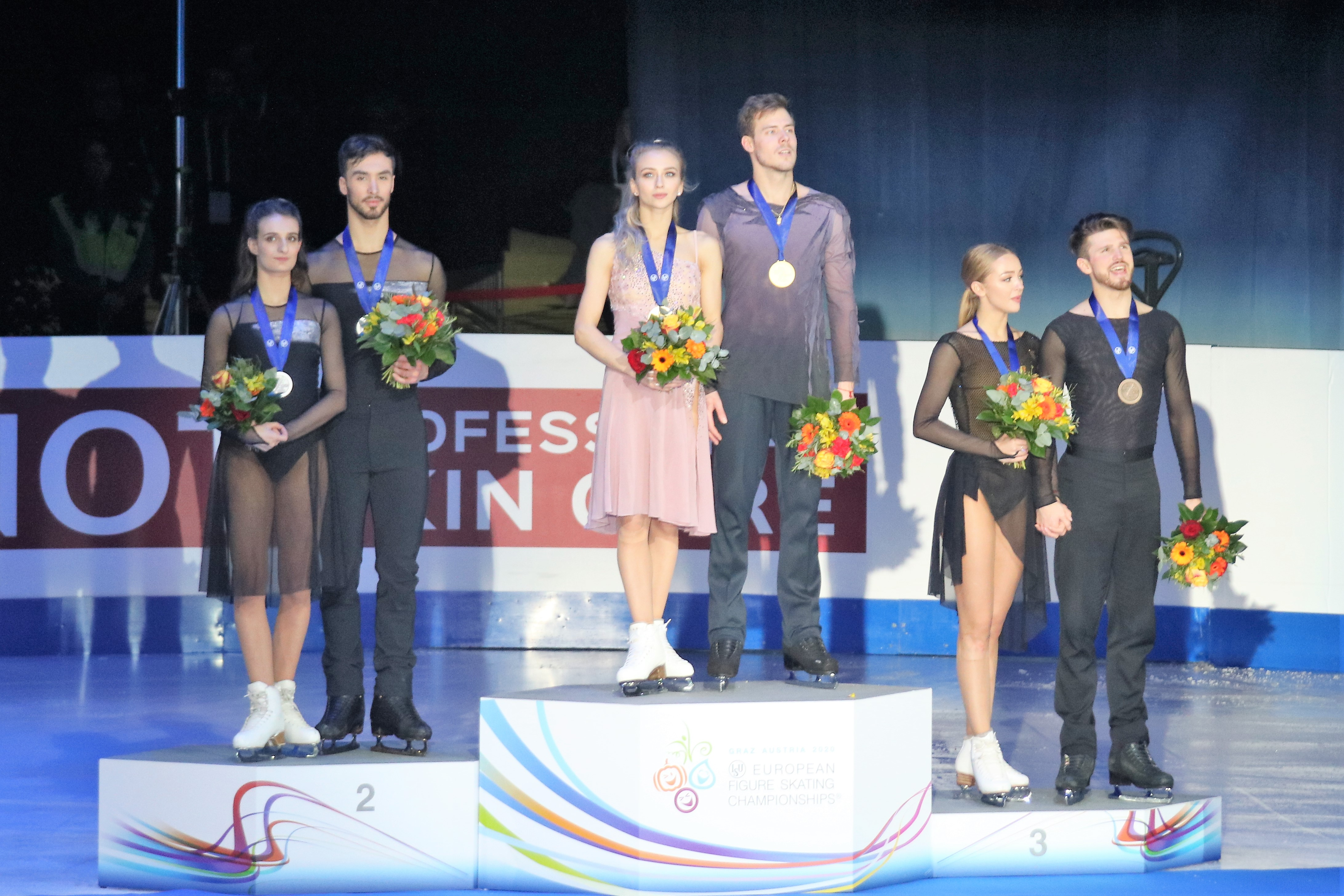
Призери Чемпіонату Європи 2020 (зліва направо): Габріелла Пападакіс/Гійом Сізерон (срібло), Вікторія Сініцина/Микита Кацалапов (золото), Олександра Степанова/Іван Букін (бронза)

| Спортивні танці на льоду | Спортивні танці на льоду                                      | Спортивні танці на льоду                                      | Спортивні танці на льоду                                      | Спортивні танці на льоду                                      |
| ------------------------ | ------------------------------------------------------------- | ------------------------------------------------------------- | ------------------------------------------------------------- | ------------------------------------------------------------- |
| Рік                      | Місце проведення                                              | Золото                                                        | Срібло                                                        | Бронза                                                        |
| 1954                     | Больцано, Італія                                              | Джин Вествуд / Лоуренс Деммі                                  | Неста Девіс / Пол Томас                                       | Барбара Редфорд / Реймонд Локвуд                              |
| 1955                     | Будапешт, Угорщина                                            | Джин Вествуд / Лоуренс Деммі                                  | Памела Вейт / Пол Томас                                       | Барбара Редфорд / Реймонд Локвуд                              |
| 1956                     | Париж, Франція                                                | Памела Вейт / Пол Томас                                       | Джун Маркхам / Кортні Джонс                                   | Барбара Томпсон / Джеральд Рігбі                              |
| 1957                     | Відень, Австрія                                               | Джун Маркхам / Кортні Джонс                                   | Барбара Томпсон / Джеральд Рігбі                              | Кетрін Морріс / Майкл Робінсон                                |
| 1958                     | Братислава, Чехословаччина                                    | Джун Маркхам / Кортні Джонс                                   | Кетрін Морріс / Майкл Робінсон                                | Барбара Томпсон / Джеральд Рігбі                              |
| 1959                     | Давос, Швейцарія                                              | Дорін Денні / Кортні Джонс                                    | Кетрін Морріс / Майкл Робінсон                                | Крістіан Гюель / Жан Поль Гюель                               |
| 1960                     | Гарміш-Партенкірхен, ФРН                                      | Дорін Денні / Кортні Джонс                                    | Крістіан Гюель / Жан Поль Гюель                               | Марі Перрі / Рой Мейсон                                       |
| 1961                     | Берлін, Західний Берлін                                       | Дорін Денні / Кортні Джонс                                    | Крістіан Гюель / Жан Поль Гюель                               | Лінда Ширмен / Майкл Філліпс                                  |
| 1962                     | Женева, Швейцарія                                             | Крістіан Гюель / Жан Поль Гюель                               | Лінда Ширмен / Майкл Філліпс                                  | Єва Романова / Павло Роман                                    |
| 1963                     | Будапешт, Угорщина                                            | Лінда Ширмен / Майкл Філліпс                                  | Єва Романова / Павло Роман                                    | Джанет Соубрідж / Девід Хікінгботтом                          |
| 1964                     | Гренобль, Франція                                             | Єва Романова / Павло Роман                                    | Джанет Соубрідж / Девід Хікінгботтом                          | Івонн Саддік / Роджер Кеннерсон                               |
| 1965                     | Москва, СРСР                                                  | Єва Романова / Павло Роман                                    | Джанет Соубрідж / Девід Хікінгботтом                          | Івонн Саддік / Роджер Кеннерсон                               |
| 1966                     | Братислава, Чехословаччина                                    | Діана Тавлер / Бернард Форд                                   | Івонн Саддік / Роджер Кеннерсон                               | Їтка Бабицька / Яромир Голан                                  |
| 1967                     | Любляна, Югославія                                            | Діана Тавлер / Бернард Форд                                   | Івонн Саддік / Малкольм Кеннон                                | Бріджит Мартін / Френсіс Гамішон                              |
| 1968                     | Вестерос, Швеція                                              | Діана Тавлер / Бернард Форд                                   | Івонн Саддік / Малкольм Кеннон                                | Джанет Совбрідж / Джон Лейн                                   |
| 1969                     | Гарміш-Партенкірхен, ФРН                                      | Діана Тавлер / Бернард Форд                                   | Джанет Совбрідж / Джон Лейн                                   | Людмила Пахомова / Олександр Горшков                          |
| 1970                     | Ленінград, СРСР                                               | Людмила Пахомова / Олександр Горшков                          | Ангеліка Бук / Еріх Бук                                       | Тетяна Войтюк / В'ячеслав Жигалін                             |
| 1971                     | Цюрих, Швейцарія                                              | Людмила Пахомова / Олександр Горшков                          | Ангеліка Бук / Еріх Бук                                       | Сюзан Гетті / Рой Бредшоу                                     |
| 1972                     | Гетеборг, Швеція                                              | Ангеліка Бук / Еріх Бук                                       | Людмила Пахомова / Олександр Горшков                          | Джанет Совбрідж / Пітер Делбі                                 |
| 1973                     | Кельн, ФРН                                                    | Людмила Пахомова / Олександр Горшков                          | Ангеліка Бук / Еріх Бук                                       | Гіларі Грін / Глін Воттс                                      |
| 1974                     | Загреб, Югославія                                             | Людмила Пахомова / Олександр Горшков                          | Гіларі Грін / Глін Воттс                                      | Наталія Ліничук / Геннадій Карпоносов                         |
| 1975                     | Копенгаген, Данія                                             | Людмила Пахомова / Олександр Горшков                          | Гіларі Грін / Глін Воттс                                      | Наталія Ліничук / Геннадій Карпоносов                         |
| 1976                     | Женева, Швейцарія                                             | Людмила Пахомова / Олександр Горшков                          | Ірина Мойсеєва / Андрій Міненков                              | Наталія Ліничук / Геннадій Карпоносов                         |
| 1977                     | Гельсінкі, Фінляндія                                          | Ірина Мойсеєва / Андрій Міненков                              | Крістіна Регьоци / Андраш Шаллаї                              | Наталія Ліничук / Геннадій Карпоносов                         |
| 1978                     | Страсбург, Франція                                            | Ірина Мойсеєва / Андрій Міненков                              | Наталія Ліничук / Геннадій Карпоносов                         | Крістіна Регьоци / Андраш Шаллаї                              |
| 1979                     | Загреб, Югославія                                             | Наталія Ліничук / Геннадій Карпоносов                         | Ірина Мойсеєва / Андрій Міненков                              | Крістіна Регьоци / Андраш Шаллаї                              |
| 1980                     | Гетеборг, Швеція                                              | Наталія Ліничук / Геннадій Карпоносов                         | Крістіна Регьоци / Андраш Шаллаї                              | Ірина Мойсеєва / Андрій Міненков                              |
| 1981                     | Інсбрук, Австрія                                              | Джейн Торвілл / Крістофер Дін                                 | Ірина Мойсеєва / Андрій Міненков                              | Наталія Ліничук / Геннадій Карпоносов                         |
| 1982                     | Ліон, Франція                                                 | Джейн Торвілл / Крістофер Дін                                 | Наталія Бестем'янова / Андрій Букін                           | Ірина Мойсеєва / Андрій Міненков                              |
| 1983                     | Дортмунд, ФРН                                                 | Наталія Бестем'янова / Андрій Букін                           | Ольга Воложинська / Олександр Свінін                          | Карін Барбер / Ніколас Слейтер                                |
| 1984                     | Будапешт, Угорщина                                            | Джейн Торвілл / Крістофер Дін                                 | Наталія Бестем'янова / Андрій Букін                           | Марина Клімова / Сергій Пономаренко                           |
| 1985                     | Гетеборг, Швеція                                              | Наталія Бестем'янова / Андрій Букін                           | Марина Клімова / Сергій Пономаренко                           | Петра Борн / Райнер Шьонборн                                  |
| 1986                     | Копенгаген, Данія                                             | Наталія Бестем'янова / Андрій Букін                           | Марина Клімова / Сергій Пономаренко                           | Наталія Анненко / Генріх Сретенський                          |
| 1987                     | Сараєво, Югославія                                            | Наталія Бестем'янова / Андрій Букін                           | Марина Клімова / Сергій Пономаренко                           | Наталія Анненко / Генріх Сретенський                          |
| 1988                     | Прага, Чехословаччина                                         | Наталія Бестем'янова / Андрій Букін                           | Наталія Анненко / Генріх Сретенський                          | Ізабель Дюшене / Поль Дюшене                                  |
| 1989                     | Бірмінгем, Велика Британія                                    | Марина Клімова / Сергій Пономаренко                           | Майя Усова / Олександр Жулін                                  | Наталія Анненко / Генріх Сретенський                          |
| 1990                     | Ленінград, СРСР                                               | Марина Клімова / Сергій Пономаренко                           | Майя Усова / Олександр Жулін                                  | Ізабель Дюшене / Поль Дюшене                                  |
| 1991                     | Софія, Болгарія                                               | Марина Клімова / Сергій Пономаренко                           | Ізабель Дюшене / Поль Дюшене                                  | Майя Усова / Олександр Жулін                                  |
| 1992                     | Лозанна, Швейцарія                                            | Марина Клімова / Сергій Пономаренко                           | Майя Усова / Олександр Жулін                                  | Оксана Грищук / Євген Платов                                  |
| 1993                     | Гельсінкі, Фінляндія                                          | Майя Усова / Олександр Жулін                                  | Оксана Грищук / Євген Платов                                  | Сюзанна Рахкамо / Петрі Кокко                                 |
| 1994                     | Копенгаген, Данія                                             | Джейн Торвілл / Крістофер Дін                                 | Оксана Грищук / Євген Платов                                  | Майя Усова / Олександр Жулін                                  |
| 1995                     | Дортмунд, Німеччина                                           | Сюзанна Рахкамо / Петрі Кокко                                 | Софі Монйотт / Паскаль Лаванши                                | Анжеліка Крилова / Олег Овсянніков                            |
| 1996                     | Софія, Болгарія                                               | Оксана Грищук / Євген Платов                                  | Анжеліка Крилова / Олег Овсянніков                            | Ірина Романова / Ігор Ярошенко                                |
| 1997                     | Париж, Франція                                                | Оксана Грищук / Євген Платов                                  | Анжеліка Крилова / Олег Овсянніков                            | Софі Монйотт / Паскаль Лаванши                                |
| 1998                     | Мілан, Італія                                                 | Оксана Грищук / Євген Платов                                  | Анжеліка Крилова / Олег Овсянніков                            | Марина Анісіна / Гвендаль Пейзера                             |
| 1999                     | Прага, Чехія                                                  | Анжеліка Крилова / Олег Овсянніков                            | Марина Анісіна / Гвендаль Пейзера                             | Ірина Лобачова / Ілля Авербух                                 |
| 2000                     | Відень, Австрія                                               | Марина Анісіна / Гвендаль Пейзера                             | Барбара Фузар-Полі / Мауріціо Маргальо                        | Маргарита Дроб'язко / Повілас Ванагас                         |
| 2001                     | Братислава, Словаччина                                        | Барбара Фузар-Полі / Мауріціо Маргальо                        | Марина Анісіна / Гвендаль Пейзера                             | Ірина Лобачова / Ілля Авербух                                 |
| 2002                     | Лозанна, Швейцарія                                            | Марина Анісіна / Гвендаль Пейзера                             | Барбара Фузар-Полі / Мауріціо Маргальо                        | Ірина Лобачова / Ілля Авербух                                 |
| 2003                     | Мальме, Швеція                                                | Ірина Лобачова / Ілля Авербух                                 | Албена Денкова / Максим Стависький                            | Тетяна Навка / Роман Костомаров                               |
| 2004                     | Будапешт, Угорщина                                            | Тетяна Навка / Роман Костомаров                               | Албена Денкова / Максим Стависький                            | Олена Грушина / Руслан Гончаров                               |
| 2005                     | Турин, Італія                                                 | Тетяна Навка / Роман Костомаров                               | Олена Грушина / Руслан Гончаров                               | Ізабель Делобель / Олів'є Шонфельдер                          |
| 2006                     | Ліон, Франція                                                 | Тетяна Навка / Роман Костомаров                               | Олена Грушина / Руслан Гончаров                               | Маргарита Дроб'язко / Повілас Ванагас                         |
| 2007                     | Варшава, Польща                                               | Ізабель Делобель / Олів'є Шонфельдер                          | Оксана Домніна / Максим Шабалін                               | Албена Денкова / Максим Стависький                            |
| 2008                     | Загреб, Хорватія                                              | Оксана Домніна / Максим Шабалін                               | Ізабель Делобель / Олів'є Шонфельдер                          | Яна Хохлова / Сергій Новицький                                |
| 2009                     | Гельсінкі, Фінляндія                                          | Яна Хохлова / Сергій Новицький                                | Федеріка Файєлла / Массімо Скалі                              | Шинед Керр / Джон Керр                                        |
| 2010                     | Таллінн, Естонія                                              | Оксана Домніна / Максим Шабалін                               | Федеріка Файєлла / Массімо Скалі                              | Яна Хохлова / Сергій Новицький                                |
| 2011                     | Берн, Швейцарія                                               | Наталі Пешала / Фаб'ян Бурза                                  | Катерина Боброва / Дмитро Соловйов                            | Шинед Керр / Джон Керр                                        |
| 2012                     | Шеффілд, Велика Британія                                      | Наталія Пешала / Фаб'ян Бурза                                 | Катерина Боброва / Дмитро Соловйов                            | Олена Ільїних / Микита Кацалапов                              |
| 2013                     | Загреб, Хорватія                                              | Катерина Боброва / Дмитро Соловйов                            | Олена Ільїних / Микита Кацалапов                              | Анна Каппелліні / Лука Ланотте                                |
| 2014                     | Будапешт, Угорщина                                            | Анна Каппелліні / Лука Ланотте                                | Олена Ільїних / Микита Кацалапов                              | Пенні Кумс / Ніколас Бакленд                                  |
| 2015                     | Стокгольм, Швеція                                             | Габріелла Пападакіс / Гійом Сізерон                           | Анна Каппелліні / Лука Ланотте                                | Олександра Степанова / Іван Букін                             |
| 2016                     | Братислава, Словаччина                                        | Габріелла Пападакіс / Гійом Сізерон                           | Анна Каппелліні / Лука Ланотте                                | Катерина Боброва /Дмитро Соловйов                             |
| 2017                     | Острава, Чехія                                                | Габріелла Пападакіс / Гійом Сізерон                           | Анна Каппелліні / Лука Ланотте                                | Катерина Боброва / Дмитро Соловйов                            |
| 2018                     | Москва, Росія                                                 | Габріелла Пападакіс / Гійом Сізерон                           | Катерина Боброва / Дмитро Соловйов                            | Олександра Степанова / Іван Букін                             |
| 2019                     | Мінськ, Білорусь                                              | Габріелла Пападакіс / Гійом Сізерон                           | Олександра Степанова / Іван Букін                             | Шарлен Гин'яр / Марко Фаббрі                                  |
| 2020                     | Грац, Австрія                                                 | Вікторія Сініцина / Микита Кацалапов                          | Габріелла Пападакіс / Гійом Сізерон                           | Олександра Степанова / Іван Букін                             |
| 2021                     | Чемпіонат не проводився через пандемію коронавірусної хвороби | Чемпіонат не проводився через пандемію коронавірусної хвороби | Чемпіонат не проводився через пандемію коронавірусної хвороби | Чемпіонат не проводився через пандемію коронавірусної хвороби |
| 2022                     | Таллінн, Естонія                                              | Вікторія Сініцина / Микита Кацалапов                          | Олександра Степанова / Іван Букін                             | Шарлен Гиньяр / Марко Фаббрі                                  |
| 2023                     | Еспоо, Фінляндія                                              | Шарлен Гин'яр / Марко Фаббрі                                  | Лайла Фір / Льюїс Гібсон                                      | Юлія Турккіла / Маттіас Верслуйс                              |
| 2024                     | Каунас, Литва                                                 | Шарлен Гиньяр / Марко Фаббрі                                  | Лайла Фір / Льюїс Гібсон                                      | Елісон Рід / Саулюс Амбрулевічус                              |
| 2025                     | Таллінн, Естонія                                              | Шарлен Гіньяр / Марко Фаббрі                                  | Євгенія Лопарьова / Жоффре Бриссо                             | Лайла Фір / Льюїс Гібсон                                      |

## Загальний медальний залік
| Місце               | Країна              | Золото | Срібло | Бронза | Загалом |
| ------------------- | ------------------- | ------ | ------ | ------ | ------- |
| 1                   | Росія               | 70     | 64     | 56     | 190     |
| 2                   | СРСР                | 51     | 58     | 46     | 155     |
| 3                   | Австрія             | 45     | 37     | 37     | 119     |
| 4                   | Франція             | 32     | 31     | 28     | 91      |
| 5                   | Велика Британія     | 27     | 38     | 42     | 107     |
| 6                   | НДР                 | 23     | 10     | 18     | 51      |
| 7                   | Чехословаччина      | 16     | 13     | 14     | 43      |
| 8                   | Італія              | 14     | 17     | 16     | 47      |
| 9                   | ФРН                 | 13     | 16     | 18     | 47      |
| 10                  | Німеччина           | 11     | 21     | 16     | 48      |
| 11                  | Швеція              | 11     | 1      | 6      | 18      |
| 12                  | Угорщина            | 10     | 14     | 12     | 36      |
| 13                  | Іспанія             | 7      | 0      | 0      | 7       |
| 14                  | Норвегія            | 6      | 3      | 3      | 12      |
| 14                  | Нідерланди          | 6      | 3      | 3      | 12      |
| 16                  | Швейцарія           | 5      | 10     | 5      | 20      |
| 17                  | Україна             | 3      | 6      | 8      | 17      |
| 18                  | Фінляндія           | 2      | 3      | 9      | 14      |
| 19                  | СНД                 | 2      | 3      | 3      | 8       |
| 20                  | Бельгія             | 2      | 1      | 7      | 10      |
| 21                  | Канада              | 2      | 0      | 0      | 2       |
| 22                  | Грузія              | 1      | 3      | 4      | 8       |
| 23                  | Чехія               | 1      | 2      | 2      | 5       |
| 24                  | США                 | 1      | 1      | 1      | 3       |
| 25                  | Естонія             | 1      | 1      | 0      | 2       |
| 26                  | Польща              | 0      | 3      | 4      | 7       |
| 27                  | Болгарія            | 0      | 2      | 1      | 3       |
| 28                  | Югославія           | 0      | 1      | 0      | 1       |
| 28                  | Ізраїль             | 0      | 1      | 0      | 1       |
| 30                  | Литва               | 0      | 0      | 3      | 3       |
| 31                  | Латвія              | 0      | 0      | 1      | 1       |
| Загалом (31 збірна) | Загалом (31 збірна) | 362    | 363    | 363    | 1088    |